# Torak
Torak (cyr. Торак) – wieś w Serbii, w Wojwodinie, w okręgu środkowobanackim, w gminie Žitište. W 2011 roku liczyła 2291 mieszkańców.